# Dipartimento di Federación
Federación è un dipartimento argentino, situato nella parte nord-orientale della provincia di Entre Ríos, con capoluogo Federación. Esso è stato istituito il 15 settembre 1972.

## Geografia fisica
Esso confina con la repubblica dell'Uruguay, con la provincia di Corrientes e con i dipartimenti di San José de Feliciano, Federal e Concordia.

## Società

### Evoluzione demografica
Secondo il censimento del 2001, su un territorio di 3.760 km², la popolazione ammontava a 60.204 abitanti, con un aumento demografico del 23,59% rispetto al censimento del 1991.

## Amministrazione
Nel 2001 il dipartimento comprendeva:
- 6 comuni (municipios in spagnolo):
  - Chajarí
  - Federación
  - Los Conquistadores
  - San Jaime
  - Santa Ana
  - Villa del Rosario
- 10 centri rurali (centros rurales de población in spagnolo):
  - Colonia La Argentina
  - San Pedro
  - San Ramón
  - Colonia Alemana
  - La Florida
  - La Fraternidad y Santa Juana
  - Pasaje Guayaquil
  - Colonia Tunas
  - Gualeguaycito
  - San Roque

Nel dicembre 2005 è stato creato il centro rurale di Colonia de Santa María y Las Margaritas.